# Linksseitiger Gänsbach
Der Linksseitige Gänsbach ist der Unterlauf eines Bachsystems in den mittelfränkischen Landkreisen Donau-Ries und Weißenburg-Gunzenhausen. Sein Oberlauf ist der Saubach. Der Linksseitige Gänsbach ist zusammen mit dem Rechtsseitigen Gänsbach ein linker Quellfluss des Gänsbachs.

## Verlauf

### Saubach
Der Saubach entspringt auf einer Höhe von 510 m ü. NHN nordöstlich von Hüssingen auf dem Gebiet der Gemeinde Westheim. Er fließt nach einem Lauf von rund 3,5 Kilometern in Unterappenberg in den kürzeren Linksseitigen Gänsbach.

### Linksseitiger Gänsbach
Der Linksseitige Gänsbach entspringt auf einer Höhe von 474 m ü. NHN südlich von Oberappenberg (Lage). Nachdem er den Saubach aufgenommen hat, speist er mehrere Weiher. Er fließt nach einem Lauf von rund 2,5 Kilometern etwa nach Westen südlich von Hasenmühle von links mit dem Rechtsseitigen Gänsbach zusammen.